# فرودگاه پییرفوندز
 فرودگاه پییرفوندز (به انگلیسی: Pierrefonds Airport) (به زبان بومی: Aéroport de Saint-Pierre - Pierrefonds) یک فرودگاه همگانی با کد یاتا ZSE است که یک باند فرود آسفالت دارد و طول باند آن ۲۱۰۰ متر است. این فرودگاه در شهر سن پیر رئونیون کشور رئونیون قرار دارد و در ارتفاع ۱۸ متری از سطح دریا واقع شده است.